# Qeshlāq-e Gīlvān
Qeshlāq-e Gīlvān (persiska: قشلاق گیلوان) är en ort i Iran.   Den ligger i provinsen Ardabil, i den nordvästra delen av landet, 290 km nordväst om huvudstaden Teheran. Qeshlāq-e Gīlvān ligger 1 381 meter över havet och antalet invånare är 219.
Terrängen runt Qeshlāq-e Gīlvān är kuperad åt sydost, men åt nordväst är den bergig. Qeshlāq-e Gīlvān ligger nere i en dal.Runt Qeshlāq-e Gīlvān är det ganska glesbefolkat, med 38 invånare per kvadratkilometer. Närmaste större samhälle är Kolowr, 11,3 km norr om Qeshlāq-e Gīlvān. Trakten runt Qeshlāq-e Gīlvān består i huvudsak av gräsmarker.